# Ecclesiam suam
Az Ecclesiam suam VI. Pál pápa első enciklikája, amelyet a második vatikáni zsinat II. és III. ülésszaka között, 1964. augusztus 6-án adott ki.
A pápa nemcsak az összes keresztényhez, hanem "minden jószándékú emberhez" is címezte, akárcsak elődje, XXIII. János pápa a Pacem in terris enciklikáját. Ez a pápai körlevél az Egyházon belüli párbeszédet akarta szolgálni, amely a II. vatikáni zsinat egyik célkitűzése is volt. A kortárs emberiséggel való párbeszédet a pápa személyes ügyének tekintette, és vállalta az emberiség békéjének szolgálatát is, amely nemcsak abból áll, hogy el kell vetnünk a nézeteltérések erőszak és háború útján való "föloldását", hanem hogy közelebb hozzuk a Krisztus által meghirdetett Országot, amely az igazságosságra és a békére épül.

## Tartalma
Az enciklika 119 cikkelyre, és három fő részre tagolódik:
- Bevezetés (§1-17)
  - I. ÖNISMERET (§18-40)
  - II. MEGÚJULÁS (§41-57)
  - III. DIALÓGUS (§58-119)

VI. Pál az enciklika megjelenése előtti napon az Angelus imádkozásánál kijelentette, hogy az enciklika buzdító jellegű lesz, viszont hozzátette, hogy ez az írás az egyház három útját is kijelöli: a lelki, az erkölcsi és az apostoli utat.
Az enciklika első része az Egyház önreflexiója. Ez a lelki út, amely az Egyház önmegértését segíti elő. Eljött az óra, amikor az egyháznak el kell mélyíteni az önmagáról szóló ismeretét, és azt tovább kell adnia mindenkinek. Elmélkednie kell sajátos misztériumáról, és be kell mutatnia a saját tanítását, természetét, küldetését, célját. VI. Pál rámutat, hogy egyházképünk hol szorul módosításra, merre kell haladnia az igazi, teológiai egyháztannak: erősítenünk kell az Egyháznak Krisztussal való eleven kapcsolatát. Fölhasználta XII. Piusz pápa Krisztus misztikus testéről adott tanítását. Ez azért tűnhetett meglepőnek, mert a zsinati atyák kerülték ezt a kifejezést dokumentumaikban (talán a "triumfáló Egyház" kísértésének leküzdésére), az enciklikából azonban kitűnik, hogy a Krisztussal megélt személyes kapcsolat éppen a hatalmi ábrándok elutasítását jelenti. 
A második részben VI. Pál az Egyház megújulásáról szól, amely az erkölcsi út. Ezzel a megújulással szembesül az egyház, ha a Krisztus által kívánt ideális egyházképre tekint. Az egyház királyi arca sohasem elég tökéletes, szent és ragyogó. Ezért üdvözli az erkölcsi és vallási reformokat és a korral folytatott párbeszédet. Leszögezi, hogy az Egyház alapszerkezete nem reformálható meg. A mozdulatlanság elvetése és az aggiornamento nem vezethet a világhoz való hamis alkalmazkodáshoz. Belső megújulásra, állandó megtérésre van szükség a Krisztus iránti hűségben. 
A harmadik rész az apostoli út, az Egyház párbeszéde, az evangéliumi üzenet, a találkozás, a dialógus útja. A világ százféle formát kínál, hogy az Egyház feléje forduljon. Az Ecclesiam suam ezzel a dialógus körlevele lesz. Az Egyháznak vállalnia kell a párbeszédet azzal a világgal, amelyben él. Az Egyház szóvá, üzenetté teszi önmagát. Az üdvösség párbeszédét kell folytatnia a legtávolabbi köröktől kezdve, mindazzal, ami emberi, folytatva az istenhívőkkel a különvált testvéreken át egészen a katolikus egyház belső dialógusáig. Ebből kitűnik, hogy VI. Pál dialóguson nemcsak a nézetek kicserélését érti, hanem belső magatartást is. Itt érezhető Martin Buber filozófiájának hatása leginkább, amit több kommentátor is észrevett annak ellenére, hogy az enciklika nem tartalmazza a filozófus nevét. Kiindulópontja az a párbeszéd, amelyet Isten kezdett el az emberiséggel az üdvösségtörténetben, és amelyhez a kereszt is hozzátartozott. Ennek alapján az Egyház sem kerülheti el a "kifelé" folytatott párbeszédben a vitát, sőt a keresztút vállalását. Ugyanakkor az Egyház senkiben sem akar ellenséget látni, hordozza a szeretet adományát, amely mindenki irányában nyitottá teszi. A Szentatya nem ad "szakleltárt" az Egyház és a világ közti tárgyalás pontjairól, inkább a világgal való találkozás központi köreit rajzolja föl. A legtágabb kör az emberiség; itt kell számolni az ateizmussal mint világnézettel, amely harcosan szembefordul a hittel, az Egyházzal. Az ateizmust és így a kommunista világnézetet is korunk káros jelenségének tartja, és kifejezi, hogy az ateista ideológiai rendszerekkel a párbeszéd igen nehéz, ugyanakkor a Pacem in Terrishez hasonlóan ajánlja az ateizmus okainak gondos kutatását. Tudatában kell lennünk, hogy ilyen indíttatású mozgalmak továbbfejlődhetnek és hamis kiindulópontjuk ellenére igaz dolgokat is megállapíthatnak. A második, belsőbb kört a nemkeresztények jelentik. E téren kerülendő a hitközömbösség, viszont el kell ismernünk a más vallásúak értékeit szellemi és erkölcsi síkon. A harmadik kört a keresztények alkotják. A Szentatya helyeselte az ökumenikus mozgalmat; a XXIII. János-féle "keressétek először, ami összeköt, nem pedig azt, ami szétválaszt"-elvet tartja az egyedül lehetséges kiindulópontnak. Annak tudatában, hogy sokak előtt a primátus jelentheti az egység akadályát, hangsúlyozza, hogy ez a szolgálat a segítség és a szeretet elsősége. A legbelső kört a katolikus Egyház alkotja. A párbeszéd szükséges, ám nem jelentheti az Egyház hierarchikus fölépítéséről való lemondást. A II. vatikáni zsinat utáni teológusok köréből mind többen hangoztatják: a párbeszéd kölcsönös kommunikáció, melynek során az Egyház is gazdagodhat szellemileg.